# Brněnský pohár
Brněnský pohár je typ keramického středověkého pozdně gotického poháru vyráběného v městě Brně od rozhraní 15. a 14. století do století 16. Jedná se o užitný pohár určený k pití. Vyskytuje se na území Moravy a české části Slezska, na několika místech v Rakousku. V Čechách se nevyskytuje.

## Tvar a povrchová úprava
Vladimír Nekuda a Květa Reichertová rozdělují brněnské poháry na dva typy:
- 1 – hliněný pohár, časově starší, charakterizovaný baňatým či vejčitým tělem, zúžením ve spodní části a opětovným rozšířením u dna. Barva bývá šedá, někdy modro či černošedá. V horní části bývají zdobené žlábkováním.
- 2 – hliněný pohár na nožce, mladší, který nabývá různých tvarů. Může být baňatý, nízký, vysoký, dvoukonický nebo kulovitý či soudkovitý. Zbarvení je šedé, ocelově šedé, tmavošedé až černé. Nožka je dutá a směrem ke svému dnu se rozšiřuje. Zdobené jsou spirálovitým žlábkem.

Poháry mají objem jeden žejdlík nebo jeden a čtvrt žejdlíku.
V roce 1899 byl nalezen jeden pohár zvláštního tvaru, tzv. Svatební pohár, s plastickou tváří muže na jedné a tváře ženy na druhé straně. K dalším zvláštnostem tohoto typu poháru náleží nález s hnědou polevou na vnější straně, dále pohár s pěti oušky po obvodu největší výdutě, pohár s tordovanou nožkou a se třemi oušky, do kterých jsou provlečeny další tři ouška volná.

Dokumentační kresba

Tvarově souvisí tento typ poháru s produkcí Vídeňskou, Slovenskou a Maďarskou, vše přelom 14. a 15. století, a dokonce s Nizozemskou již z poloviny 14. století.

## Výroba
Byla to keramika vyráběná na rychloobrátkovém hrnčířském kruhu. Hlína použitá pro poháry bez nohy bývala různého složení většinou promíšená s jemným pískem. Poháry na nožce byly jednotně vyrobeny z jemně plavené hlíny vypálené vysokou teplotou, takže tato keramika je velmi tvrdá.